# مأمون الکزبری
مامون الکزبری (به عربی: مامون الکزبری) (زاده دسامبر ۱۹۱۴ – درگذشته ۲ مارس ۱۹۹۸) در شهر دمشق سوریه از  خانواده‌ای برجسته زاده شد. وی از تاریخ ۲۹ سپتامبر ۱۹۶۱ تا ۲۰ نوامبر ۱۹۶۱ تصدی نخست‌وزیری سوریه را برعهده داشت.